# 木更津工業高等專門學校
木更津工業高等專門學校（National Institute of Technology, Kisarazu College），簡稱木更津高專，是一所位於日本千葉縣的高等專門學校。

## 沿革
- 1967年，創校，設有機械工學、電氣工學、土木工學三個學科。
- 1983年，設置電子制御工學科。
- 1990年，設置情報工學科。
- 1994年，土木工學科改組為環境都市工學科。
- 2000年，電氣工學科更名為電氣電子工學科。
- 2001年，設立專攻科。
- 2004年，法人化。

## 教育組織

### 學科（副學士課程）
- 機械工學科
- 電氣電子工學科
- 電子制御工學科
- 情報工學科
- 環境都市工學科

### 專攻科（學士課程）
- 機械電子系統工學專攻
- 制御情報系統工學專攻
- 環境建設工學專攻

## 交通資訊
在木更津車站搭乘日東交通或小湊鐵道營運的清見台團地線公車，於「高專前」或「高專裏」站牌下車，乘車時間約15分鐘。